# NGC 2120
NGC 2120 est un amas ouvert situé dans la constellation de la Dorade. Cet amas est situé dans le Grand Nuage de Magellan,. Il a été découvert par l'astronome britannique John Herschel en 1834.
La base de données NASA/IPAC mentionne qu'il se pourrait que NGC 2120 soit un amas globulaire.